# August Wilhelm Stünzner
August Wilhelm Stünzner (* 22. Oktober 1777 in Lübben; † 5. Januar 1835 in Dresden) war ein sächsischer Generalmajor.

## Leben
August Wilhelm Stünzner trat als Kadett in das Regiment Prinz Albrecht Chevauxlegers und rückte 1794 zum Unteroffizier auf. Er wurde 1795 Sousleutnant und nahm an den Feldzügen 1794 und 1796 am Rhein teil, wo er sich deutlich auszeichnen konnte. 1806 wurde er zum Premierleutnant befördert und 1807 zum Adjutanten im Regiment ernannt. Er diente auch im Generalstab der Sächsischen Armee, wonach er 1809, nach der Schlacht von Wagram, mit dem Ritterkreuz des Militär-St.-Heinrichs-Ordens ausgezeichnet wurde. 1812 geriet er bei Kobryn in russische Kriegsgefangenschaft und wurde nach Rückkehr im Jahr 1814 als Major (Beförderung 1810) beim Husaren-Regiment angestellt. Er stieg noch 1815 zum Oberstleutnant auf, wurde Ende 1814 Regimentskommandeur des zweiten leichten Reiter-Regiment und wurde nach Kriegsende 1821 in die Leib-Kürassier-Garde versetzt, wo er 1822 zum Oberst avancierte. 1826 wurde er Regimentskommandeur des ersten leichten Reiter-Regiment und am 5. Oktober 1830 zum Generalmajor und Brigadekommandeur der Kavallerie befördert.